# 岡本夏美
岡本 夏美（おかもと なつみ、1998年（平成10年）7月1日 - ）は、日本の女優、タレント、ファッションモデル。神奈川県川崎市出身。エヴァーグリーン・エンタテイメント所属。

## 略歴
- 2011年、ファッション雑誌『ラブベリー』（徳間書店）のモデルオーディションでグランプリを受賞し、同年5月から2012年2月まで専属モデルとして活動。3月、『ラブベリー』から『nicola』（新潮社）へ移籍、同誌の専属モデルとなる[4]。
- 2012年4月から、平祐奈・吉川日菜子と共に「おはガール」として『おはスタ』に出演し、「おはガールちゅ!ちゅ!ちゅ!」としてCDデビュー、同グループのリーダーを務める[5]。さらに、ニコラモデルの小山内花凜・澤田汐音・高嶋芙佳と共にニコラ内のユニット「sweet girls」を結成。
- 2013年、『夜行観覧車』でドラマ初出演。さらに、8月発売の『nicola』9月号で（飯豊まりえと小山内花凜と共に）初表紙。
- 2015年4月発売の5月号をもって、小山内花凜・澤田汐音・小林玲美・荻原里奈・駒形咲希・三上朱里・黒崎レイナの7名と共に『nicola』を卒業[6]。表紙掲載回数は7回（うち単独回数1回）。その後、6月1日発売のファッション雑誌『Seventeen』7月号において、同誌の専属モデルになることが発表された。初登場は8月1日発売の9月号。
- 2018年12月発売の2019年1月号をもって『Seventeen』を卒業[7]。
- 2019年1月発売の『non-no』3月号（集英社）より、同誌の専属モデルとなる[8]。

## 人物
- モーニング娘。の羽賀朱音が岡本のファンであることを公表している[9]。
- MBTIはISFP[10]。
- お笑い好きで、特に漫才が好き[11]。YouTube「かまいたちチャンネル」は更新されたら欠かさず観ている[12]。
- Jリーグ所属クラブ、川崎フロンターレのサポーター[13]。2024年7月14日開催の川崎フロンターレ対セレッソ大阪戦（U等々力）では始球式を務めた[14]。また、ドイツで開催された日本代表戦の現地観戦も経験している[15]。
- その他、趣味はディズニー、ピクサー作品の鑑賞、特技は早起き[12]。

### 交友関係
- 『咲-Saki-』シリーズや『賭ケグルイ』シリーズなど、共演の多い浜辺美波とはプライベートでも仲が良く、休日に一緒に遊びに行くなどの交流がある[16][17][18]。
- 櫻坂46の尾関梨香とは友人関係にあり、岡本のSNSに何度か尾関が登場している[19]。
- 一緒に撮影をしたいnon-noモデルは、高校の同級生でもあった堀田真由[20][12]。

## 出演

### テレビドラマ
- 夜行観覧車（2013年1月18日 - 3月22日、TBS） - 佐伯南 役
- GTO（2014年7月8日 - 9月16日、関西テレビ） - 柊佐奈 役[21]
- 地獄先生ぬ〜べ〜（2014年10月11日 - 12月13日、日本テレビ） - 松本詩織 役
- 特命おばさん検事! 花村絢乃の事件ファイル4（2015年8月5日、テレビ東京） - 安川みなみの同級生 役
- 臨床犯罪学者 火村英生の推理 第4話（2016年2月7日、日本テレビ） - 有栖川有栖の初恋相手 役
- 咲-Saki- 第4局（2016年12月26日、毎日放送） - 加治木ゆみ 役[22]
  - 咲-Saki- 特別編（2017年1月9日）
- 立花登青春手控え2 第4回（2017年4月28日、NHK BSプレミアム） - おのぶ 役
- 伊藤くん A to E 第3話・第4話（2017年8月28日・9月4日、毎日放送） - 瑞穂 役
- ハケンのキャバ嬢・彩華（2017年10月16日 - 12月18日、朝日放送[注 1]） - 舞 / 尾上こはる 役[23]
- 賭ケグルイ（毎日放送） - 西洞院百合子 役[24]
  - season1 第2話 - 第5話（2018年1月22日 - 2月12日）
  - season2 第1話（2019年4月1日）[25]
- さくらの親子丼（東海テレビ） - 新城由夏 役
  - 第2シリーズ（2018年12月1日 - 2019年1月26日）[26]
  - 第3シリーズ 第2話（2020年10月24日）[27][28]
- BACK STREET GIRLS -ゴクドルズ-（2019年2月18日 - 3月25日、毎日放送） - 主演・山本アイリ 役[29][注 2]
- 女川 いのちの坂道（2019年3月3日、NHK BS4K / 3月9日、NHK BSプレミアム） - 坂本鈴夏 役[30]
- 御曹司ボーイズ（2019年7月6日 - 8月31日、TOKYO MX） - 柴山優 役[31]
- 大江戸スチームパンク（2020年1月19日 - 3月22日、テレビ大阪） - お照 役[32]
- 鈍色の箱の中で（2020年2月9日 - 3月15日、テレビ朝日） - 高鳥あおい 役[33]
- そして、ユリコは一人になった（2020年3月6日 - 4月24日、関西テレビ） - 矢坂百合子 役[34]
- 年下彼氏 Episode7（2020年5月3日、朝日放送テレビ） - 森野有希子 役[35]
- 銀座黒猫物語 第2話（2020年7月24日、関西テレビ） - 主演・リンユー 役[36]
- きれいのくに（2021年4月12日 - 5月31日、NHK総合） - れいら 役[37][38]
- ホメられたい僕の妄想ごはん 第6話・第11話（2021年8月15日・9月19日、BSテレ東 / テレビ大阪） - 乃々花 役[39]
- トーキョー製麺所 第1話（2021年9月8日、毎日放送） - 小久保真由 役[40]
- パティシエさんとお嬢さん（2022年1月21日 - 2月11日、テレビ神奈川ほか[注 3]） - 波留芙美子 役[41][42][注 4]
- 婚活探偵 第3話（2022年1月22日、BSテレビ東京） - 黛新菜 役[43]
- 星新一の不思議な不思議な短編ドラマ「ずれ」（2022年7月12日、NHK BSプレミアム / NHK BS4K） - 派遣される女性 役[44][45]
- 夫を社会的に抹殺する5つの方法 第1話 - 第3話（2023年1月11日 - 25日、テレビ東京） - 西野早苗 役[46]
- めんつゆひとり飯（2023年4月1日 - 6月24日、BS松竹東急） - 白田舞 役[47]
- ショジョ恋。（2023年4月13日 - 6月1日、フジテレビ） - 百田絹江 役[48][49][注 5]
- 恋する警護24時（2024年1月13日 - 3月9日、テレビ朝日） - 戸口美央 役[50][51]
- 連続テレビ小説 おむすび（2024年9月30日 - 、NHK総合） - 田中鈴音 役[52]
- 御曹司に恋はムズすぎる 第5話 - 第7話（2025年2月4日 - 18日、関西テレビ） - 瀬沼楓 役[53][54]
- トウキョウホリデイ（2025年4月4日 - 6月20日、テレビ東京） - 野山みなみ 役[55]

### 映画
- カルト（2013年7月20日） - 金田美保 役
- ボクソール★ライドショー 恐怖の廃校脱出!（2016年1月16日） - ナツミ 役[56]
- 仮面ライダー1号（2016年3月26日） - 立花麻由 役[57]
- HANA（2016年6月10日） - 主演・ハナ 役[注 6]
- 人狼ゲーム プリズン・ブレイク（2016年7月2日） - 金城渚 役[58]
- 咲-Saki-（2017年2月3日） - 加治木ゆみ 役[22]
  - 阿知賀編 episode of side-A（2018年1月20日）[59]
- 女流闘牌伝 aki -アキ-（2017年6月3日） - 主演・アキ 役[60]
- ハローグッバイ（2017年7月15日） - 瞳 役[61][62]
- 好きだから死んでください、お願い。（2017年8月15日） - 主演・春野ばら 役[注 7]
- クロノゲイザー 時空の結び目（2017年8月18日） - 主演・ハルカカナタ / 叶多悠 役（二役）[注 8]
- セントウ・レコード A-side（2017年公開予定、未公開）[63][注 9]
- 伊藤くん A to E（2018年1月12日） - 瑞穂 役
- ピンカートンに会いにいく（2018年1月20日） - 中川葵（アイドル時代） 役[64]
- 台湾より愛をこめて（2018年3月24日） - メイ 役[65][66]
- BACK STREET GIRLS -ゴクドルズ-（2019年2月8日） - 主演・山本アイリ 役[67][68][注 2]
- 映画 賭ケグルイ（2019年5月3日） - 西洞院百合子 役[25]
  - 映画 賭ケグルイ 絶体絶命ロシアンルーレット（2021年6月1日）[69][70][注 10]
- ハニーレモンソーダ（2021年7月9日） - 遠藤あゆみ 役[72]
- パティシエさんとお嬢さん（2022年5月6日） - 波留芙美子 役[73]
- おとななじみ（2023年5月12日） - 立花恵 役[74]

### 配信ドラマ
- 全力Beat! 〜夢中がワタシを変えていく〜（2016年3月1日 - 3月22日、adidasbag） - 綾乃 役[75]
- CLASH OF KINGS 〜五つの掟〜（2017年8月4日、YouTube） - ピース 役[76]
- ハケンのキャバ嬢・彩華（2017年10月9日 - 12月11日、AbemaTV） - 舞 / 尾上こはる 役[23]
- 御曹司ボーイズ（2019年4月28日 - 6月16日、AbemaTV[注 11]） - 柴山優 役[77][注 1]
- あなたの夢叶えますガチャ〜アイドル編 Bチーム（2020年5月22日・30日、YouTube） - 真奈 役[78]
- 拡大戦隊zoomレンジャー 〜新ヒーローオーディション編〜 第2話・第3話（2020年6月12日・19日、YouTube） - 岡本夏美 役[79]
- 賭ケグルイ双 第1話・第6話（2021年3月26日 - 4月16日、Amazonプライム・ビデオ） - 西洞院百合子 役
- ショート・プログラム「プラス1」「ドリーマー」（2022年3月1日・14日、Amazonプライム・ビデオ） - 一ノ瀬知里 役[80][81]
- 彼の全てが知りたかった。（2022年3月24日、smash.） - 舞 役 [82]
- 夫を社会的に抹殺する5つの方法 エピソード0 第4話（2023年2月8日、TVer） - 西野早苗 役[83]
- ショジョ恋。（2023年3月21日 - 4月18日、FOD） - 百田絹江 役[48][注 12]
- おっちゃんキッチン 第9話「キャビンアテンダントの愚痴」（2024年11月1日、TVer） - 客（キャビンアテンダント） 役[84]

### バラエティ
- おはスタ（2012年4月2日 - 2014年3月31日、テレビ東京） - おはガールちゅ!ちゅ!ちゅ!
  - ゲスト出演（2016年4月1日[注 13]、2017年8月7日 - 8月11日[注 14]、2020年9月25日[注 15]、2021年7月23日[注 16]、2022年4月28日[注 17]）
- おはコロポップ（2013年4月6日 - 2014年3月29日、テレビ東京） - 「じーさんぽ」コーナー
- ワイドナショー（2015年8月9日 - 2017年3月26日、フジテレビ） - ワイドナ高校生として不定期出演[注 18]
- しくじり先生 俺みたいになるな!!（2016年5月2日 - [注 19]、テレビ朝日） - 生徒役ゲストとして不定期出演
- 新しい波24（2017年4月24日 - 5月30日、フジテレビ） - 週替わりMCとして不定期出演[85]
- 俺の持論（2017年10月7日 - 2018年2月17日、テレビ朝日） - プレゼンのリスナーとして不定期出演
- あいつ今何してる?（2021年3月17日 - [注 20]、テレビ朝日） - パネラーゲストとして不定期出演

### その他ドラマ
- 痛快TV スカッとジャパン（フジテレビ）
  - 胸キュンスカッと「初恋相手は学校のアイドル」（2015年10月26日） - 白石由紀 役
  - 胸キュンスカッと「彼がくれたキーホルダー」（2015年12月21日） - 河合雪世 役
  - 胸キュンスカッと「押忍!恋の応援団部」（2016年5月16日） - 大野みゆき 役
  - 女の職場スカッと「極悪ナイチンゲール」（2016年12月5日） - 山口陽菜 役
  - クリスマス胸キュンスカッと「揚げパンは初恋の味」（2016年12月19日） - 加藤ゆきね 役
  - 看護師エリカの新人指導（2017年12月18日） - 佐藤公佳 役
  - 人生を救ったウソみたいな偶然「毎日残業を強いられ心折れそうな時…タクシー運転手にかけられた一言」（2020年9月7日） - 向井より子 役
  - スカッとばあちゃん「ウソで得しようとするズルい客」（2020年10月26日） - 清水里美 役
  - 神店員スカッと「上司に怒られ食べ残してしまい…」（2021年1月18日） - 小野優里亜 役
  - あっという間スカッと「回転寿司ミステリー」（2021年1月25日）
  - 郷ひろみの神店長スカッと「牛丼屋のクレーマーが常連客に…なぜ?」（2021年10月25日）
  - キレイになって大逆転SP「クズ男に出会って32kg痩せた! なぜ?」（2022年2月14日） - 後藤愛花（48 kg） 役
- あざとくて何が悪いの?（テレビ朝日）
  - 北村匠海がグッとくるあざとい女性（2021年2月6日） - ユイ 役[86][87]
  - あざと可愛いインターホンの映り方（2022年2月12日） - アユミ 役[88]
  - あざと可愛いベストアンサーとは?（2022年3月12日） - アユミ 役[89]

### 配信番組
- ラップスタア誕生!（AbemaTV） - アシスタントMC
  - Season1（2017年5月5日 - 12月9日）不定期特番
  - Season2（2018年3月7日 - 6月27日）
  - Season3（2018年11月7日 - 2019年1月30日）[注 21]
- 岡本夏美の近距離ラジオ（2024年2月4日 - 、AuDee） - パーソナリティ[90][注 22]

### ラジオドラマ
- FMシアター「この町に生きる」（2023年8月5日、NHK-FM） - 主演・佐々木美和 役[91]
- 青春アドベンチャー「彼女の遺したミステリ」（2025年1月6日 - 19日、NHK-FM、全10回） - 円谷透子 役[92][注 23]

### ナレーション
- アッパレ!日本の縁の下さま（2017年10月7日、テレビ東京）[93]
- 私をサウナに連れてって
  - シーズン1 第5回・第6回（2022年2月4日・11日、テレビ東京）[94][95][96]
  - シーズン2 全6回（2022年3月31日、paravi / TVer / ネットもテレ東）[97][98]

### 舞台
- いつの間にか、キミは（2012年3月30日 - 4月4日、Air studio）
- 夏幻影 かげろう（2012年9月1日 - 6日、AQUA studio）
- 蒼い季節
  - 2013（2013年1月11日 - 16日、AQUA studio） - 留美 役
  - 2016（2016年5月11日 - 15日、AQUA studio）
- アバドンの巣窟（2013年7月19日 - 24日、AQUA studio）
- 常緑高校演劇部（2014年1月10日 - 19日、AQUA studio）
- 熱海殺人事件
  - 2014（2014年1月10日 - 19日、AQUA studio） - ハナ子 役
  - 2017（2017年1月6日 - 10日、AQUA studio）
- 真夏のJuliet（2014年5月4日 - 6日、AQUA studio）
- Legend 〜風のなかの塵〜（2014年8月19日 - 24日、AQUA studio）
- Darkness Gate
  - 2015（2015年1月8日 - 13日、AQUA studio）
  - 2018（2018年6月9日 - 15日、Theater新宿スターフィールド）
- 短編劇集II 〜4つの物語〜（2016年3月24日 - 27日、AQUA studio）[99]
  - 喜びの孤独な衝動 - 史 役
  - 弱き者 - ユリア 役
- KEIKI 〜夏目漱石推理帳〜（2018年1月6日 - 12日、Air studio）
- Ever Green Entertainment Show
  - 2013
    - 東京公演（2013年4月28日・29日、SHIBUYA-AX / 5月5日、ステラボール）
    - 大阪公演（2013年5月3日、なんばHatch）

  - 2015（2015年8月2日、豊洲PIT）
  - 2016（2016年4月2日・3日 、豊洲PIT）
- ダンガンロンパ3 THE STAGE 2018 - 霧切響子 役[100]
  - 東京公演（2018年7月20日 - 23日、サンシャイン劇場 / 8月3日 - 13日、ヒューリックホール東京）
  - 大阪公演（2018年7月27日 - 29日、森ノ宮ピロティホール）
- 春のめざめ - ヴェントラ 役[101]
  - 神奈川公演（2019年4月13日 - 29日、神奈川芸術劇場（KAAT））
  - 広島公演（2019年5月6日、東広島芸術文化ホール くらら）
  - 兵庫公演（2019年5月11日・12日、兵庫県立芸術文化センター 阪急中ホール）
- マーダーミステリーシアター「演技の代償」（2021年2月21日、SPWN） - 京本まひる 役[注 24]
- 照くん、カミってる! 〜宇曾月家の一族殺人事件〜（2021年5月12日 - 23日、東京グローブ座） - 宇曾月八菜 役[102][103][104][注 25]
- 愛するとき 死するとき - 全7役[注 26][105]
  - 東京公演（2021年11月14日 - 12月5日、世田谷パブリックシアター シアタートラム）
  - 愛知公演（2021年12月8日、日本特殊陶業市民会館 ビレッジホール）
  - 兵庫公演（2021年12月11日・12日、兵庫県立芸術文化センター 阪急中ホール）
- 12人の淋しい親たち（2022年9月22日 - 10月2日、東京芸術劇場 シアターウエスト） - 妻（朝倉楓） 役[106]
- 点滅する女（2023年6月14日 - 25日、東京芸術劇場 シアターイースト） - 主演・君子（田村千鶴） 役[107][注 27]
- 哀を腐せ（2023年8月17日 - 27日、東京芸術劇場 シアターウエスト） - 主演・椎名ほのか 役[108]
- ビロクシー・ブルース（2023年11月3日 - 19日、シアタークリエ） - デイジー 役[109]

### 広告
- ACE adidas BAG COLLECTION（2013年 - 2016年） - イメージモデル
- バンタン レコールバンタン高等部（2014年） - イメージモデル
- ナルミヤ・インターナショナル Lovetoxic（2014年） - イメージモデル
- #365Graph 全国でオンエアされる写真展企画 第3弾「breath of two」（2022年） - モデル[110]
- 川崎市議会議員選挙（2023年） - メインキャラクター[111]
- マンシングウェア（2023年 - ） - アンバサダー[112]
- キリンビール「氷結」mottainaiプロジェクト（2024年） - アンバサダー[113]

### CM
- ロート製薬「メンソレータムアクネス」（2012年）
- 東京ガス「安全TODAY」（2016年） - 引越し 篇
- カヤック「ぼくらの甲子園 篇!ポケット」（2016年） - 選手宣誓 篇
- 日本郵便「ゆうパック」（2016年）※WEB CM [114]
- チョーヤ梅酒「酔わないウメッシュ」（2018年）[115]
- アラクス「PITTA MASK」（2018年）
- 戸田建設「企業CM」（2019年） -『Building Symphony』建設現場が奏でる音楽（建築篇）※WEB CM[116]
- SHARP「AQUOS R3」（2019年）
- リクルート「ホットペッパービューティー」（2020年）
- 東洋水産「MARUCHAN QTTA」（2021年） - "全力描写 試食" 篇[117]
- 小林製薬「命の母ホワイト」（2025年） - ひどくなってきたPMS 篇
- シャークニンジャ「Blast MAX」（2025年） - ミキサーはどこまでも自由になれる 篇[118]

### ミュージックビデオ
- [Alexandros]「SNOW SOUND」（2017年）[119][120]
- THE HOOPERS「SHAMROCK」（2017年）[121][122]
- SHE'S「White」（2017年）[123][124]
- ミオヤマザキ「最愛」（2017年）[注 28][125][126]
- HANDSIGN「この手で奏でるありがとう」（2018年）[127][128]
- 純烈「愛をください〜Don't you cry〜」（2020年）[129][130]
- 太陽コンピューター「自転する惑星」（2021年）[注 29][131]
- asaco「タイムマシン」（2024年）[132]

### ファッションショー
- GirlsAward
  - a-nation&GirlsAward island collection（2013年8月9日）
  - a-nation&GirlsAward island collection（2014年8月16日）
  - GirlsAward 2015 AUTUMN/WINTER（2015年10月24日、代々木国立体育館第1体育館）
  - Girls Summer Festival by GirlsAward（2016年7月29日）
  - GirlsAward 2016 AUTUMN/WINTER by マイナビ（2016年10月8日、国立代々木競技場第一体育館）
  - マイナビ GirlsAward 2017 SPRING/SUMMER（2017年5月3日、国立代々木競技場第一体育館）
  - Rakuten GirlsAward 2017 AUTUMN/WINTER（2017年9月16日、幕張メッセ9〜11ホール）
  - Rakuten GirlsAward 2018 SPRING/SUMMER（2018年5月19日、幕張メッセ9〜11ホール）
  - Rakuten GirlsAward 2018 AUTUMN/WINTER（2018年9月16日、幕張メッセ1〜3ホール）
  - Rakuten GirlsAward 2019 SPRING/SUMMER（2019年5月18日、幕張メッセ9-11ホール）
  - Rakuten GirlsAward 2022 AUTUMN/WINTER（2022年10月8日、幕張メッセ9-11ホール）
  - Rakuten GirlsAward 2024 SPRING/SUMMER（2024年5月3日、国立代々木競技場第一体育館）
  - Rakuten GirlsAward 2025 SPRING/SUMMER（2025年5月3日、国立代々木競技場第一体育館）
- 関西コレクション
  - KANSAI COLLECTION 2016 SPRING ＆ SUMMER（2016年2月28日、京セラドーム大阪）
  - KANSAI COLLECTION 2017 AUTUMN & WINTER（2017年8月30日、京セラドーム大阪）
- 東京ガールズコレクション
  - takagi presents TGC KITAKYUSHU 2016 by TOKYO GIRLS COLLECTION（2016年10月9日、西日本総合展示場新館）
  - 第24回 東京ガールズコレクション 2017SPRING/SUMMER（2017年3月25日、国立代々木競技場第一体育館）
  - 第25回 東京ガールズコレクション 2017 AUTUMN/WINTER（2017年9月2日、さいたまスーパーアリーナ）
  - TGC KITAKYUSHU 2017（2017年10月21日）
  - TGC HIROSHIMA 2017 by TOKYO GIRLS COLLECTION（2017年12月9日、広島グリーンアリーナ）
  - マイナビ presents 第26回 東京ガールズコレクション 2018 SPRING/SUMMER（2018年3月31日、横浜アリーナ）
  - マイナビ presents 第27回 東京ガールズコレクション 2018 AUTUMN/WINTER（2018年9月1日、さいたまスーパーアリーナ）
  - TGC KITAKYUSHU 2018 by TOKYO GIRLS COLLECTION（2018年10月6日、西日本総合展示場新館）
  - マイナビ presents 第29回 東京ガールズコレクション 2019 AUTUMN/WINTER（2019年9月7日、さいたまスーパーアリーナ）
  - 第30回 マイナビ 東京ガールズコレクション 2020 SPRING/SUMMER（2020年2月29日、国立代々木競技場第一体育館）
  - 第31回 マイナビ 東京ガールズコレクション 2020 AUTUMN/WINTER ONLINE（2020年9月5日、オンライン配信）
  - 第32回 マイナビ 東京ガールズコレクション 2021 SPRING/SUMMER（2021年2月28日、オンライン配信）
  - 第33回 マイナビ 東京ガールズコレクション 2021 AUTUMN/WINTER（2021年9月4日、オンライン配信）
  - 第34回 マイナビ 東京ガールズコレクション 2022 SPRING/SUMMER（2022年3月21日、国立代々木競技場第一体育館）
  - 第35回 マイナビ 東京ガールズコレクション 2022 AUTUMN/WINTER（2022年9月3日、さいたまスーパーアリーナ）
  - 第36回 マイナビ 東京ガールズコレクション 2023 SPRING/SUMMER（2023年3月4日、国立代々木競技場第一体育館）
  - 第37回 マイナビ 東京ガールズコレクション 2023 AUTUMN/WINTER（2023年9月2日、さいたまスーパーアリーナ）[133]
  - CREATEs presents TGC KITAKYUSHU 2023 by TOKYO GIRLS COLLECTION（2023年10月7日、西日本総合展示場新館）[134]
  - 第38回 マイナビ 東京ガールズコレクション 2024 SPRING/SUMMER（2024年3月2日、国立代々木競技場第一体育館）[135]
  - 第40回 マイナビ 東京ガールズコレクション 2025 SPRING/SUMMER（2025年3月1日、国立代々木競技場第一体育館）

### イベント
- Seventeen 夏の学園祭
  - 第19回（2015年8月25日）
  - 第20回（2016年8月23日）
  - 第21回（2017年8月24日）
  - 第22回（2018年8月23日）
- 超十代
  - ULTRA TEENS FES 2017@TOKYO（2017年3月28日）
  - ULTRA TEENS FES 2018@TOKYO（2018年3月27日）
- GIRLS TUNE FES 2017 by LOWRYS FARM in Summer（2017年8月3日）
- non-no 50th Thanks Party（2021年10月17日）[136][注 30]
- Cinderella Fes vol.10（2023年4月5日）[137]

### その他
- 川崎フロンターレ 始球式（2024年7月14日、U等々力）[14]
- ENCOUNTER MAGAZINE 君と歩く1キロメートル / 岡本夏美（2024年11月15日）[138]

## 作品

### キャラクターソング
| 発売日        | 商品名     | 歌         | 楽曲                                                                                 | 備考                                                             |
| ------------- | ---------- | ---------- | ------------------------------------------------------------------------------------ | ---------------------------------------------------------------- |
| 2019年2月13日 | IDOL Kills | ゴクドルズ | 「恋して♡愛して♡養って♡」                                                            | テレビドラマ『BACK STREET GIRLS -ゴクドルズ-』オープニングテーマ |
| 2019年2月13日 | IDOL Kills | ゴクドルズ | 「恋のサカズキ」 「あたたかいその指」 「夢のシマへ」 「怒ってんの？」 「ありがとう」 | 映画『BACK STREET GIRLS -ゴクドルズ-』挿入歌                     |
| 2019年2月13日 | IDOL Kills | ゴクドルズ | 「ヴィーナス」                                                                       | 映画『BACK STREET GIRLS -ゴクドルズ-』エンディングテーマ         |
| 2019年2月13日 | IDOL Kills | ゴクドルズ | 「Why」 「妄想レッツGO!」 「酒と泪と男が女」 「Verbena」                             | テレビドラマ『BACK STREET GIRLS -ゴクドルズ-』エンディングテーマ |
| 2019年2月13日 | IDOL Kills | ゴクドルズ | 「ゴクドルミュージック」                                                             | テレビドラマ『BACK STREET GIRLS -ゴクドルズ-』関連曲             |

## 書籍

### 雑誌連載
- ラブベリー（2011年6月号 - 2012年3月号、徳間書店） - 専属モデル（ラブベリーナ）
- nicola（2012年4月号 - 2015年5月号、新潮社） - 専属モデル（ニコモ）
- Seventeen（2015年9月号 - 2019年1月号、集英社） - 専属モデル
- non-no（2019年3月号 - 、集英社） - 専属モデル

### カレンダー
- 岡本夏美 2017年 カレンダー（トライエックス / ハゴロモ）JAN 4900459522817
- 岡本夏美 2018年 カレンダー（トライエックス / ハゴロモ）JAN 4900459524750
- 岡本夏美 2019年 カレンダー（トライエックス / ハゴロモ）JAN 4900459525788
- 岡本夏美 2020年 カレンダー（トライエックス / ハゴロモ）JAN 4900459528048
- 岡本夏美 2021年 カレンダー（トライエックス / ハゴロモ）JAN 4900459529373
- 岡本夏美 2022年 カレンダー（トライエックス / ハゴロモ）JAN 4900459551046

### ムック本
- レピピアルマリオ ブランドおしゃれBOOK（2012年11月1日、新潮社）ISBN 978-4-10-790235-1